# Que je t'aime (Sandra & Andres)
Que je t'aime is een single van Sandra & Andres.
Que je t'aime (Engelstalig lied, alleen de titel is Frans) is net als de voorgaande hit geschreven door het duo Dries Holten (Andres) en muziekproducent Hans van Hemert. Ook de B-kant It's summertime kwam uit hun handen. Harry van Hoof tekende opnieuw voor de arrangementen en functie als orkestleider.

## Hitnotering

### Nederlandse Top 40
Que je t'aime werd eerst verkozen tot alarmschijf.
| Positie: | 21 | 9 | 8 | 8 | 12 | 24 | 30 | uit |

### NederlandseDaverende 30
| Positie: | 30 | 16 | 11 | 9 | 11 | 22 | uit |

### VlaamseUltratop 30
| Positie: | 30 | uit |

Sandra Reemer

Al di là · Stille nacht, heilige nacht · 'k Zweef aan m'n ballonnetje · Gloria, gloria · Sluimer zacht · Singapura · Hoe leit dit kindeke · Mijn gitaar · Kopi susu · Als jij maar wacht · Een bos rozen · Heimwee · Mijn concert · Teddy song · Jij vergeet · Since you have gone · (I've got) A love like a rainbow · Simon Zealotes · Love me, honey · The party's over · Trust in me · This is your heartbeat · How little we know · Colorado · Nothing's gonna change · It hurts to be in love · America here I come · Indonesia · Get it on · Rien ne va plus · Fly like an angel · Gold · All out of love · Sleep with me tonight · Laughter in the rain · Goodnight, sweetheart, goodnight · Smoke gets in your eyes · La colegiala · For your love · He was the one · Love is cruel · Domenica · The last goodbye · Mensen zoals jij · Kom naar me toe · Alles wat ik wil · Een boom voor het leven · De mooiste droom is vogelvrij
Sandra en Andres

Storybook children · Somethin' in my heart · For the first time in my life · Reach for the moon · Let us pray together · Love is all around · Those words · Que je t'aime · Mary Madonna · Als het om de liefde gaat · Mama mia · Auntie · Aime-moi · Dzjing boem! · True love · You believed · Oh, nous sommes très amoureux
Dutch Divas

Work that body · From New York to L.A.